# منتخب بلجيكا لكرة السلة للسيدات
منتخب بلجيكا الوطني لكرة السلة للسيدات (بالفرنسية: Équipe de Belgique féminine de basket-ball) هو ممثل بلجيكا الرسمي في المنافسات الدولية في كرة السلة .